# Puerto Madero

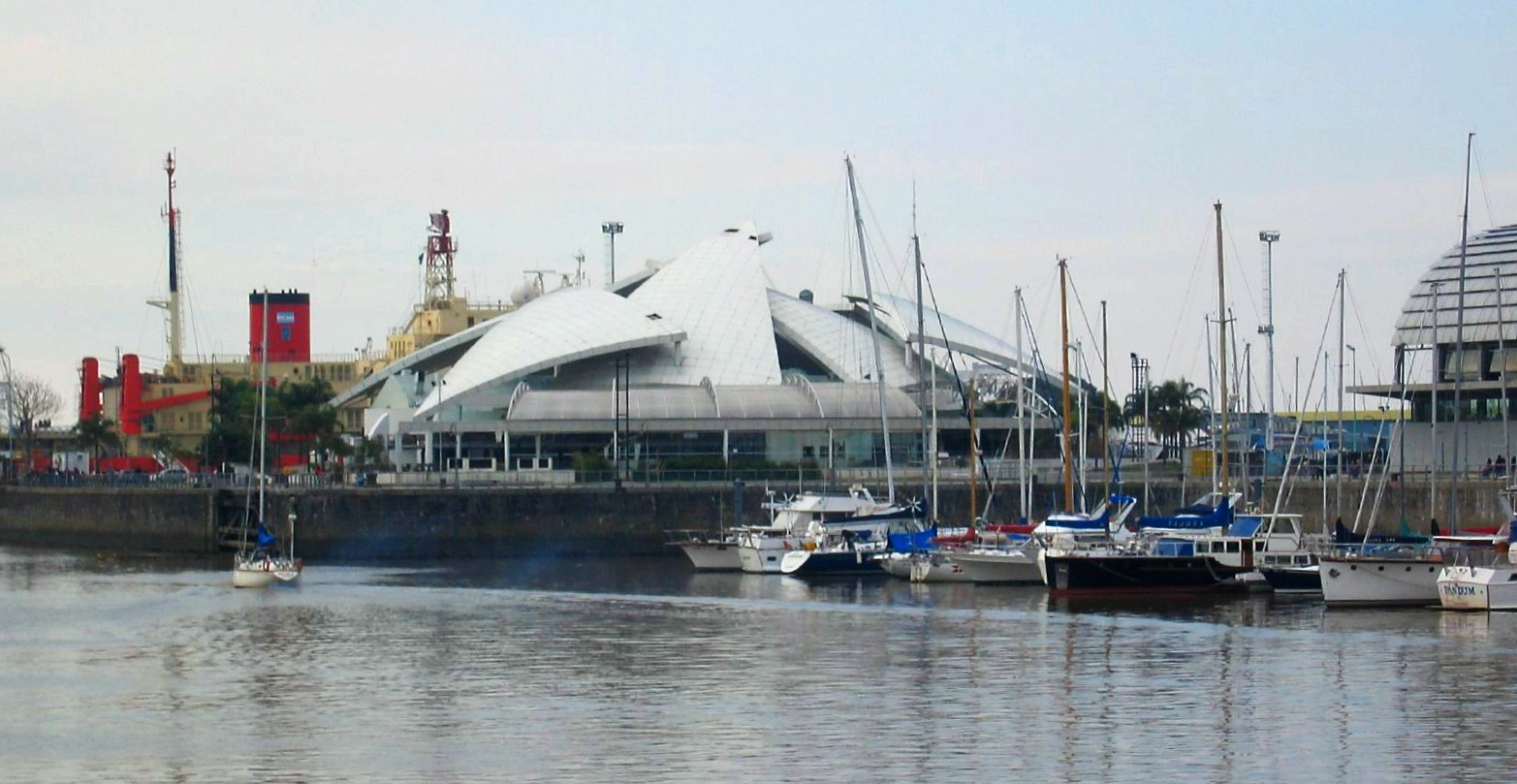
Une discothèque à Puerto Madero

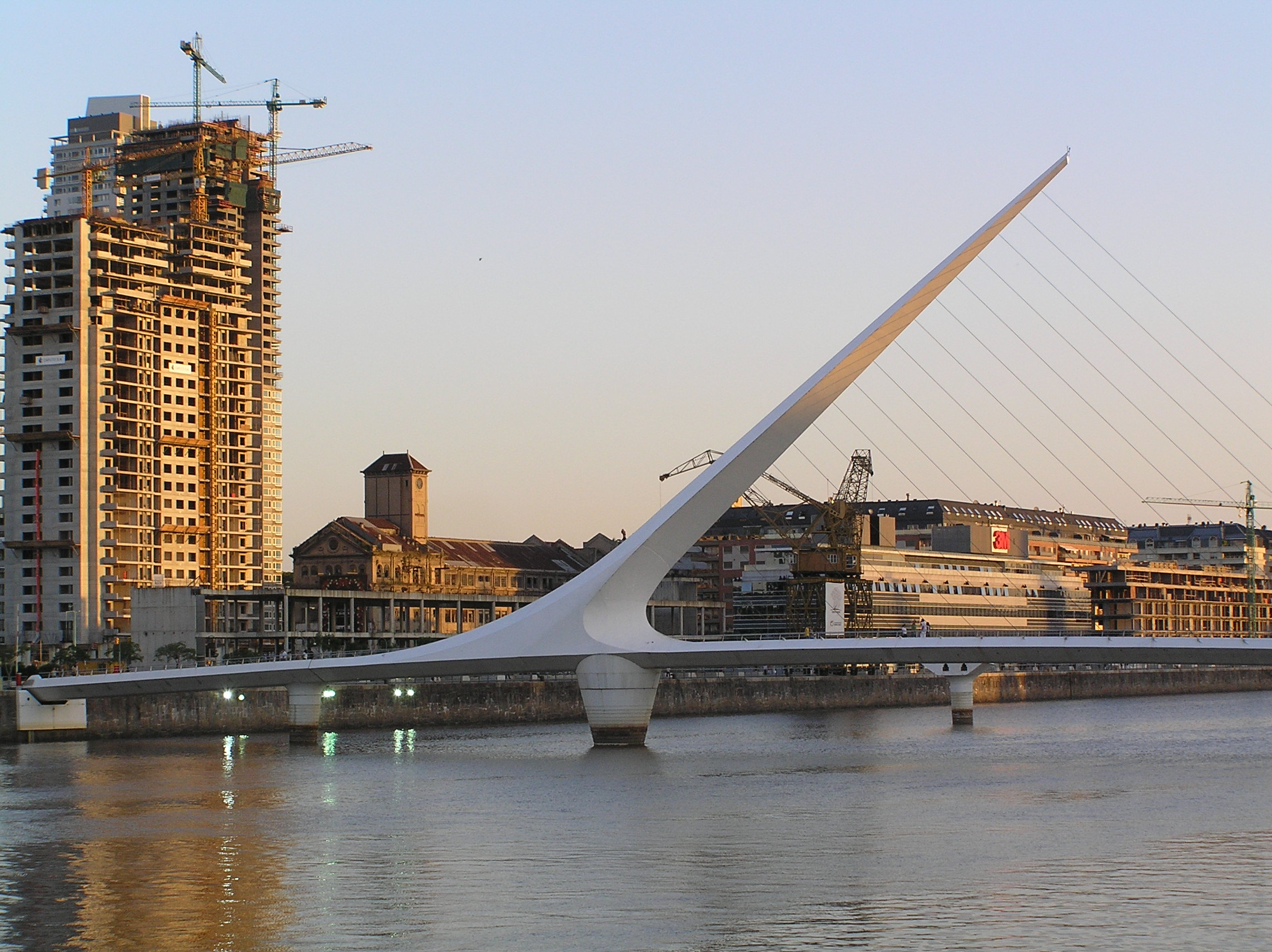
Puente de la Mujer

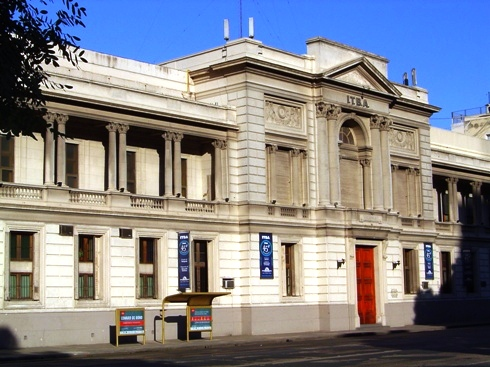
Instituto Tecnológico de Buenos Aires, situé avenue Eduardo Madero à Puerto Madero

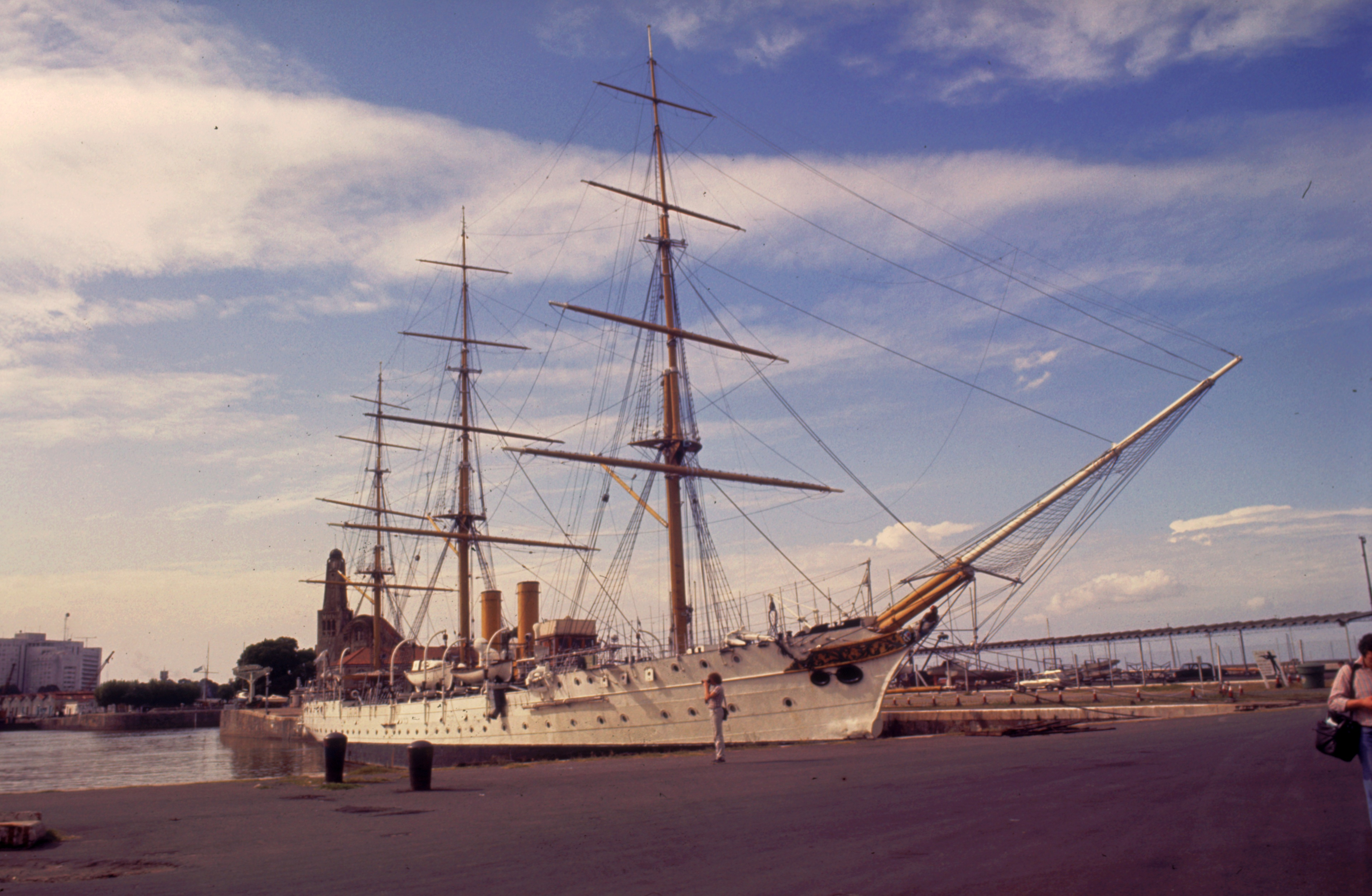
La frégate Presidente Sarmiento

Puerto Madero est le quartier (ou barrio) le plus jeune de la ville de Buenos Aires. Sa situation toute proche du centre de la cité, l'extension importante de sa surface et sa vue sur le Río de la Plata font de ce quartier un des plus particuliers de Buenos Aires.
Le quartier doit son nom à Eduardo Madero, commerçant de la ville qui présenta trois projets de port, dont le dernier fut approuvé par le président argentin d'alors, Julio Argentino Roca en 1882.

## Population
La population est en forte augmentation depuis 2001.
| 2001 | 2008              | 2010 | 2014              |
| ---- | ----------------- | ---- | ----------------- |
| 406  | 8000 (estimation) | 6629 | 7000 (estimation) |

- Superficie : 2,1 km²
- Densité : 193 hab / km² (2001)

Le jour du quartier est le 8 mars.

## Histoire et antécédents
Depuis sa fondation, la ville de Buenos Aires avait eu des problèmes pour que les grands bateaux puissent décharger ce qu'ils transportaient. La faible profondeur du río de la Plata faisait que les navires ne pouvaient trop s'approcher de la côte, et devaient rester loin d'elle et décharger passagers et marchandises dans de grands charriots ou dans des barques.
En 1882 le gouvernement chargea le commerçant Eduardo Madero de la construction d'un nouveau port qui apporterait une solution à ces inconvénients. Le projet de Madero fut choisi 
parmi beaucoup d'autres, dont l'un, hélas rejeté, semblait le plus adéquat pour la ville d'alors : celui de l'ingénieur Luis Huergo. Cependant le pays désirait donner une image de « modernité » et le projet de Madero, avec des digues, des écluses et des ponts giratoires, atteignait certainement cet objectif.
La construction démarra en 1887 et fut complètement terminée en 1897, bien que les installations aient été partiellement opérationnelles depuis plusieurs années. On investit beaucoup d'argent dans sa construction, et ce fut un hit technologique à l'époque.
Mais dix ans après la fin de sa construction, et vue l'augmentation de la taille des bateaux, Puerto Madero se retrouva totalement obsolète. Le gouvernement dut alors faire face à la construction d'un nouveau port, suivant cette fois les idées de Huergo d'un port de darses dentiformes qui donnerait directement sur le río. Le résultat est connu actuellement : c'est le Puerto Nuevo (nouveau port), toujours parfaitement opérationnel après près d'un siècle.
Une fois Puerto Madero devenu obsolète, le secteur sur lequel il se situait entra en décadence pendant des décennies, devenant une des zones les plus dégradées de la capitale, plein de dépôts et de terrains vagues. En 1925, 1940, 1960, 1969, 1971, 1981 et 1985, on émit une succession de propositions tendant à urbaniser le vieux port, ou alors le démolir complètement et reconstruire autre chose par-dessus. Mais aucun de ces plans n'aboutit.
Le 15 novembre 1989, le ministère des Travaux publics, le ministère de l'Intérieur et la municipalité de la ville de Buenos Aires signèrent l'acte de constitution d'une société anonyme dénommée "Corporación Antiguo Puerto Madero" (Corporation de l'ancien Puerto Madero). 
Les 170 hectares de l'endroit avaient des juridictions superposées : l'Administración General de Puertos (Administration générale des Ports), les Ferrocarriles Argentinos (Chemins de fer argentins) et la Junta nacional de los Granos (Junte nationale des Grains) avaient tous trois des intérêts dans la zone. L'accord signé impliquait le transfert de la totalité des hectares à la Corporación Antiguo Puerto Madero S.A., tandis que le gouvernement de la ville avait la charge de la réglementation des normes de développement urbain.

## Développement du nouveau quartier
Ce fut dès lors la Corporación Antiguo Puerto Madero qui s'occupa de passer des actes notariés. Le gouvernement de la ville commença à élaborer un plan de recyclage, avec l'appui de la municipalité de Barcelone, convoquant en 1991 un concours national d'idées, d'où surgit le plan général d'aménagement du nouveau quartier. La réalisation de ce plan signifia l'investissement total de la part de l'état d'un milliard de dollars. On traça de nombreuses rues et avenues, on créa des parcs et des places, on installa des monuments et on restaura l'infrastructure historique existante, comme l'avenue Costanera Sur, etc.
Bien qu'au début le projet ait eu quelques détracteurs, ses résultats démontrèrent que les estimations de départ même les plus optimistes avaient été trop modestes. Ce fut en un mot une belle réussite. Le quartier se métamorphosa en un centre de grande expansion commerciale, avec l'insertion de bureaux et de logements familiaux ainsi que la construction de divers centres culturels. Ce qui engendra de plus un nouveau courant touristique.
Avec le temps, de nombreuses entreprises nationales et internationales s'installèrent dans le quartier, avec divers restaurants, l'université catholique argentine et le terrain de sports du Colegio Nacional de Buenos Aires.

## Le quartier actuellement
Durant la récession que l'Argentine dut affronter entre 1999 et 2002 bien des travaux de grande envergure planifiés pour le quartier ont été suspendus à l'époque. Mais l'intense récupération de sortie de crise depuis 2003 a donné une nouvelle et forte impulsion. Dans les années 2003-2006, ont été construites ou sont en construction de nombreuses tours résidentielles de première catégorie. Citons les Torres El Faro, Torres River View, les Torres Le Parc Puerto Madero, la Torre Repsol-YPF (en construction en 2006), ou les Torres Renoir et les Torres Mulieris (en construction en 2006), toutes de plus de 130 mètres de hauteur, atteignant les 170 mètres dans le cas d'une des Renoir. Plus récemment on a mis en route de nouveaux projets qui comprennent la construction de deux tours de 180 mètres de style néo-éclectique, appelées Torres Chateau Puerto Madero.
Les prix atteints par ces édifices sont astronomiques, consolidant la place de Puerto Madero comme quartier le plus cher de la capitale. On projette pour les prochaines années différents hôtels, de nouveaux commerces, un complexe de cinémas. Un nouveau parc public de grande envergure, le Parque Mujeres Argentinas (en français Parc des Femmes Argentines) et de nombreuses places, commençaient à se construire en décembre 2005 et on estime la date de leur inauguration pour février 2007.
Le spectaculaire Puente de la Mujer (Pont de la Femme), œuvre de Santiago Calatrava, embellit aussi le barrio depuis décembre 2001. Et ce d'autant plus depuis 
2005, date à laquelle on mit en route un système moderne d'illumination du pont 
qui permet de l'admirer la nuit.
On peut aussi visiter l'élégante frégate Presidente Sarmiento, amarrée au quai III, premier bateau-école d'Argentine utilisée actuellement comme musée.
Le quartier est une zone de la capitale intensément visitée par les touristes. Il héberge trois hôtels cinq étoiles, le Buenos Aires Hilton, le Faena Hotel et le Sofitel Madero.
Le 9 mars 2006, le mouvement piquetero (groupe de pauvres marginalisés argentins se défendant en coupant des routes) de Raúl Castells a inauguré un restaurant du cœur dans le quartier. Le terrain fut cédé par l'entrepreneur Miguel Doñate en tant qu'acte de charité. Les voisins du quartier n'ont pas tous apprécié, et notamment la Corporación Puerto Madero.

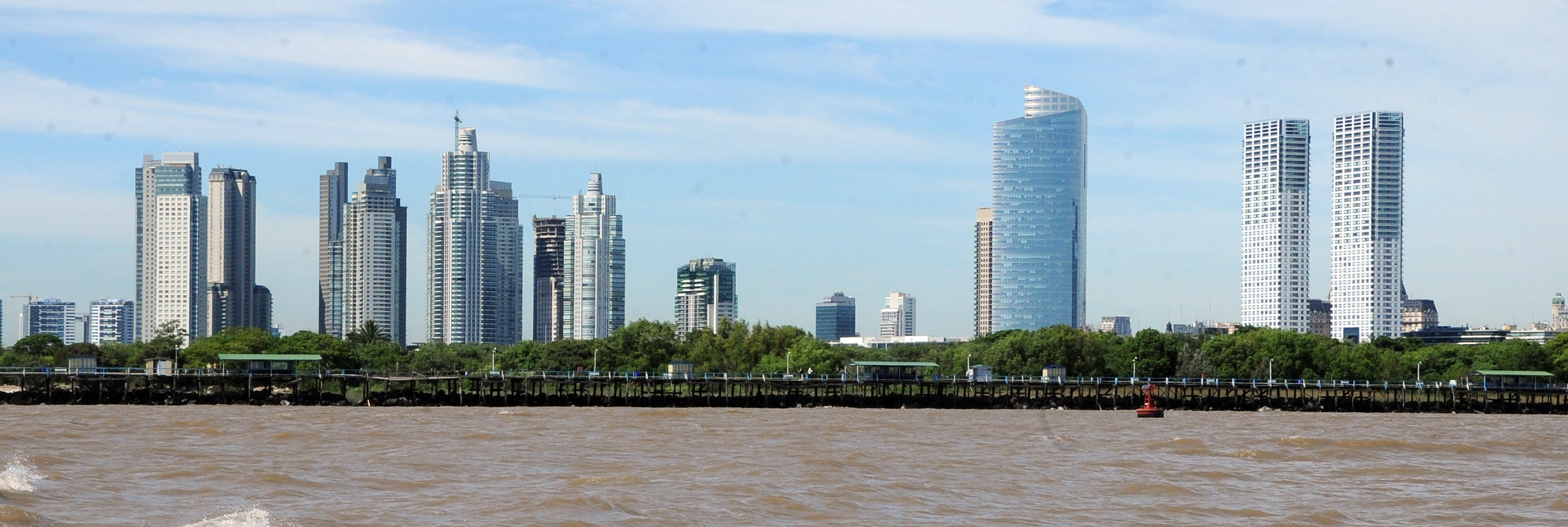
Vue panoramique de Puerto Madero en 2010

## La réserve écologique
Une des caractéristiques les plus notables de Puerto Madero, est sans doute la présence dans le quartier de la réserve écologique de Buenos Aires, située sur des terrains gagnés sur le 
río de la Plata dans les années 1970 et 80. La réserve peut être considérée comme un des plus grands espaces publics de Buenos Aires. Strictement parlé, ce n'est pas un parc, mais un pré couvert par la végétation autochtone. Cependant, on peut y développer de nombreuses activités récréatives, et cet endroit est une attraction touristique chaque année plus significative. 

## Projet Puerto Madero 2
Encouragés par le succès obtenu par la reconversion des anciens terrains du port en un nouveau barrio, en août 2005, un groupe d'entrepreneurs privés a proposé un plan de création de ce qu'on appelle "Puerto Madero 2" ou "Puerto Huergo". Ce projet propose d'urbaniser la frange côtière située entre l'Aeroparque Jorge Newbery, le centre-ville et Puerto Madero, occupée actuellement par des entreprises du secteur du sable. Cependant, de nombreuses associations ont demandé à l'état qu'il n'autorise pas de mise en chantier avant d'avoir réalisé un concours public. Ce problème récent devrait se résoudre dans les prochains mois. Un projet encore plus futuriste était le Buenos Aires Forum ou BAF 2010, qui prévoyait la construction d'une tour de 999 mètres de hauteur sur une île artificielle du Río de la Plata, construite à trois kilomètres de Buenos Aires. Un projet abandonné.

## Bientôt un tramway à Puerto Madero
En août 2006, un accord a été conclu entre les autorités de la ville et du quartier, avec la société Alstom pour la création d'une ligne de tramway (comprenant 2 rames), qui pourrait être prolongée jusqu'au quartier de La Boca. La ligne pourrait être opérationnelle en à peine quatre mois, étant donné que l'on utiliserait des voies de chemin de fer déjà existante. Ce tramway est en fait donné par le gouvernement français, à la suite de l'accord antérieurement signé pour l'établissement d'une ligne TGV avec matériel français entre Buenos Aires et Rosario.

## Art et culture
Au Sud-Ouest du quartier se trouve la zone de la Costanera Sur, ancien rivage du Río de la Plata dans une zone aujourd'hui envasée et comblée qui a fait place à la réserve écologique. On peut toujours aller admirer les belles bâtisses situées sur d'élégants boulevards. On appréciera notamment la sculpture appelée fontaine des Néréides ou Fuente de las Nereidas, chef-d'œuvre sculptural de Lola Mora. 